# Венский союзный договор (1726)
Венский договор 1726 года — союзный договор между Габсбургской монархией и Российской империей , заключенный 6 августа 1726 года в Вене русским полномочным министром Людовиком Ланчинским и принцем Евгением Савойским. Договор стал основой одного из самых продолжительных альянсов в истории Нового времени, одним из самых стабильных элементов международной политики XVIII века и основой внешней политики России вплоть до Крымской войны.

## Предыстория

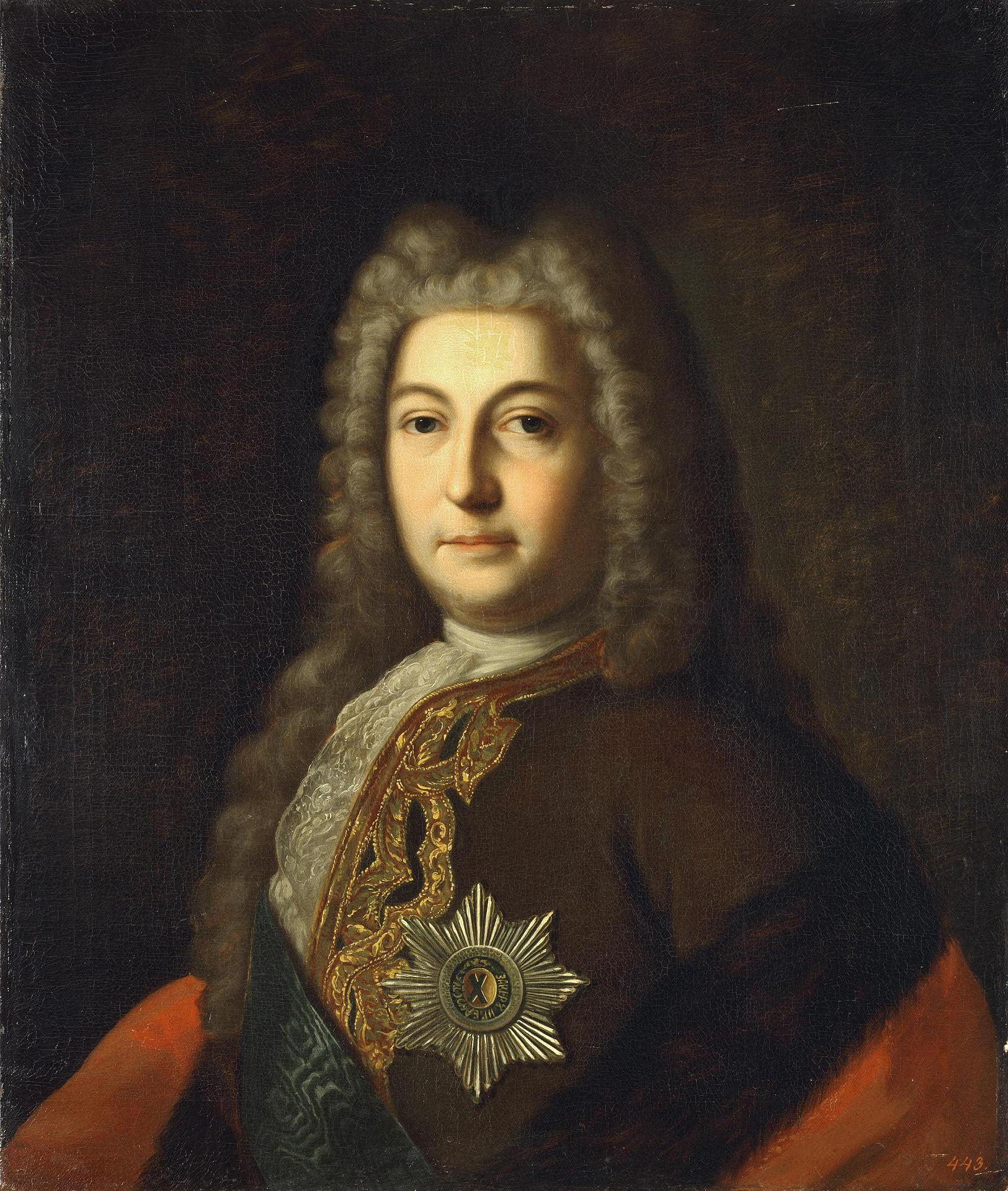
Вице-канцлер барон Андрей Иванович Остерман

Идея создания русско-австрийского альянса принадлежала ещё Петру I, который в 1724 году инициировал переговоры о присоединении Австрии к Стокгольмскому союзу.
После смерти императора Петра идейным вдохновителем такого союза стал вице-канцлер барон Андрей Иванович Остерман, который сформулировал следующие цели союза: «Цесарь в состоянии, почитай, всех иных держав от наступления на Россию удержать… А России сверх вышеописанной генеральной пользы будет ещё сия партикуляция, что цесарь, яко гарант Травендальского мира, к возвращении Шлезвига Его Королевскому Высочеству герцогу Голштинскому вспомогать будет, и яко верховный судья имперский — в делах герцога Мекленбургского. Опасностей от такого союза мало видно, ибо от Франции за такой союз войны не будет, но паче, видя Россию в добром согласии с цесарем, ещё вяще российскую дружбу искать станет. Англия в долгом или кратком времени от теснаго своего сообязательства с Франциею по натуральным свои интересам к Цесарю Римскому возвратитьца имеет. Король Пруской толь наипаче к российской дружбе держатьца принужден будет. Швеция сей союз с цесарем сама желает. Польша от всяких противностей не токмо удержана, но ещё в ближайшее согласие приведена будет».
Ориентации России на союз с Веной способствовал и провал политики барона Петра Шафирова, направленной на союз с Францией. Версаль, Лондон и Потсдам не захотели поддерживать Россию в мекленбургском, голштинском и балтийском вопросах: правительства Людовика XV и Георга I не собирались жертвовать Швецией и Данией ради интересов России; ганноверские войска стояли в Мекленбурге; прусский король стремился утвердить свои права на Курляндию. Таким образом, в середине 20-х годов XVIII века Россия и Австрия нашли точки соприкосновения по вопросам внешней политики. Австрию беспокоили противоречия с морскими державами из-за Остендской компании, которая стала главным источником доходов венского двора, и усиление влияния в Германии королей Англии и Пруссии, выступавших в поддержку польских лютеран. России нужна была поддержка Австрии из-за политической изоляции, в которой оказалась страна в результате силовой политики императора Петра, а раздел между Россией и Турцией иранских земель грозил новой войной в Закавказье и на Украине.
В 1725 году Австрия заключила Венский союз с Испанией. Это событие вызвало резкое недовольство со стороны Англии, Франции и Пруссии. 23 августа (3 сентября) 1725 года эти страны подписали союзный договор, ставший известным, как Ганноверский союз. Стороны обязались поддерживать религиозный мир и права лютеран в Речи Посполитой, гарантировать неприкосновенность всех владений договаривающихся сторон в Европе и за её пределами, противодействовать возможному вторжению русских войск в Шлезвиг и сформировать вспомогательные корпуса — по 12 000 человек от Франции и Англии и 5 000 человек от Пруссии.

## Переговоры

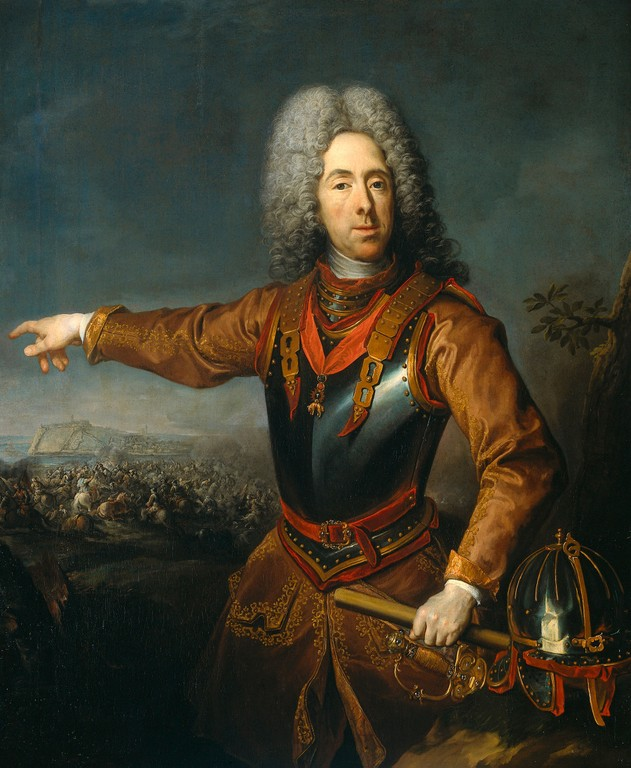
Президент Придворного Военного Совета генералиссимус принц Евгений Савойский

Образование в Европе антиавстрийского альянса всерьёз обеспокоило императора Карла VI. В середине сентября 1725 года он направил принцу Евгению Савойскому короткое послание: «Не теряя времени начать переговоры с Москвой».
У России тоже появились серьёзные причины активизировать переговоры о союзе: турецкие войска, нарушив положения Константинопольского договора 1724 года, захватили Багдад и Тебриз и развернули наступление на столицу Ирана — Исфахан. Возможное падение Ирана создавало скорую перспективу нового вторжения Турции в Европу. Русский посланник в Вене Людовик Ланчинский активизировал свои действия. 15 сентября он писал в Петербург: «Был я у здешних министров и представлял им необходимыя злыя следования Его Римско-Цесарскому Величеству и всему христианству от толь ужасного турецких сил умножения, естли они всею Персиею завладеют и дастся им время войной основаться, и того ради предлагал, дабы здешней двор принимал против того меры».
19 (30) сентября русский посол получил условия предполагаемого союза: взаимное присоединение сторон к Стокгольмскому 1724 и Венскому 1725 договорам; взаимная гарантия владений и наследований; распространение рамок оборонительного союза не только на Европу, но и на Турцию. 20 (31) октября вице-канцлер граф Фридрих Карл фон Шёнборн посоветовал Ланчинскому поскорее получить из Петербурга верительные грамоты о полномочиях для заключения союза.
1 ноября 1725 года в Санкт-Петербурге секретарь австрийского посольства Николай Себастиан фон Гогенгольц представил канцлеру графу Гавриилу Головкину, вице-канцлеру барону Андрею Остерману и действительному тайному советнику Петру Толстому условия союза. К пунктам, озвученным в Вене добавились артикулы о приглашении к союзу Речи Посполитой и обещании помощи герцогу Голштинскому по возвращению Шлезвига. 12 ноября Гогенгольцу было объявлено, что императрица Екатерина Алексеевна приняла предложение союза, уполномочила на ведение переговоров российского резидента в Вене Ланчинского и велела сообщить условия союза Швеции.
1 (12) декабря Ланчинский получил верительную грамоту и 19 декабря был приглашен во дворец принца Евгения Савойского. На встрече присутствовали канцлер граф Филипп Людвиг Венцель фон Зинцендорф, вице-канцлер граф Фридрих Карл фон Шёнборн, президент Придворной палаты (Гофкаммер) граф Гвидо фон Штаремберг, президент Имперского Придворного совета граф Эрнст Фридрих фон Виндишгрец и президент Придворного Военного совета (Гофкриксрата) принц Евгений Савойский, который объявил Ланчинскому, что датой конференции назначается 12 (23) декабря.

Великий канцлер граф Гавриил Иванович Головкин

Ланчинский так описывал открытие конференции 23 декабря: «Принц встретил меня в дверях каморы и, правую руку дав, показал место, где сесть за столом, которое было напротив его, принца, а он сидел при камине к дверям плечами в середине стола; по моей правой руке сидели помянутые министры, а по левой — референдари. При входе моем стояли все, а потом вдруг со мной садились на слулах равных». Ланчинский подал верительные грамоты и «проект, в предложении бывший при министерии господина графа Матвеева, который он (принц) вице-канцлеру отдал». Но внезапно возникло осложнение. Виндишгрец, Зинцендорф и Штаремберг обратили внимание, что верительная грамота не дает полномочий на заключение союза, а говорит только о переговорах. Они предложили начать разговор об условиях союза и ждать присылки другой грамоты. Ланчинский предложил им составить свой проект трактата и связаться со шведским посланником на предмет вовлечения в договор Речи Посполитой, которая находилась в состоянии войны со Швецией. После этого «принц конференцию окончил со словами: начало-де зделано, впредь-де вяще будем сноситься, — и от стола встал, чему и иныя министры последовали». Условия, изложенные на заседании Ланчинским были следующие:
- дружба и согласие монархов и их наследников;
- договор о союзе заключается на 30 лет, стороны не собираются ни на кого нападать, но помогают друг другу в случае агрессии против одной из сторон;
- при нападении на одну из сторон союзник в 4-х месячный срок пытается решить дело миром, а если это не удается, выставляет 15—20 000 человек (1/3 из которых конница). Корпус при желании может быть увеличен до 30 000 человек;
- помощь оказывается до завершения войны; войска содержатся на деньги того, кто их прислал, и располагают собственной артиллерией: та сторона, которой оказывается помощь, обеспечивает войска провиантом, фуражом и квартирами[11].

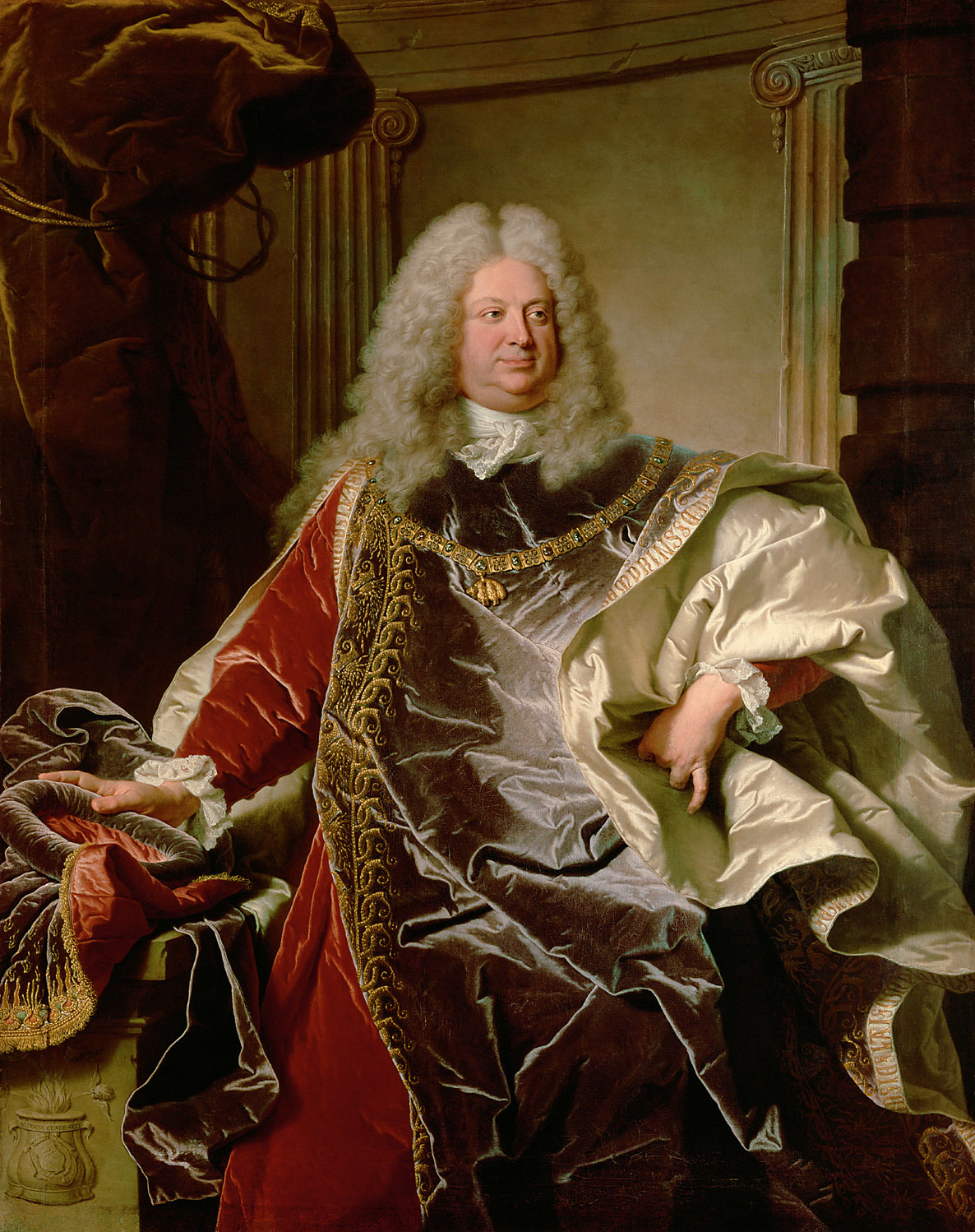
Оберстгофканцлер граф Филипп Людвиг фон Зинцендорф

Официальные переговоры были приостановлены, но продолжались консультации со шведским посланником. Задержка отражала борьбу при венском дворе между сторонниками союза с Россией (Евгений Савойский и Шёнборн) и сторонниками восстановления союза с Францией (Зинцендорф и Штаремберг). Кроме того, выяснилось, что новый шведский посланник граф Тессин не имеет полномочий на ведение переговоров.
Промедления вызывали неудовольствие вице-канцлера Остермана. В рескрипте Ланчинскому от 8 февраля 1726 года сообщалось: «Усмотрели, что в произшедшей с тобою конференции (23 декабря) в главном деле никаких прогрессов не учинено, что цесарские министры ни о чём явственно себя не открыли, что их учиненные к тебе вопросы, как и твои ответы, больше к продолжению негоциации, нежели к скорейшему щастливому окончанию касаются».
18—21 февраля 1726 года в Петербурге состоялись заседания Верховного тайного совета в составе князя Александра Меншикова, генерал-адмирала графа Фёдора Апраксина, канцлера Гавриила Головкина, графа Петра Толстого, князя Дмитрия Голицына и вице-канцлера барона Андрея Остермана. На заседаниях было оформлено окончательное согласие на союз с Австрией. 23 февраля Ланчинскому были отправлены полномочные грамоты от императрицы Екатерины: «все то, что тако именем Нашим заключено будет, подписывать, экземпляпами размениватьца и все протчее, что потребно, сочинять и исполнять таким пространным и свободным образом, якобы мы сами то присутственно сочинять и исправлять могли. И обнадеживаем и обещаем словом Нашим, что Мы все и каждое, что помянутый Наш камергер (Ланчинский) по силу сего трактовать, сочинять и заключать будет, всяким наилутчим образом ратифицировать, за принять и твердо иметь и все свято и нерушимо седерживать и сполнять будем». В посланном с грамотами рескрипте излагались условия соглашения:
- союз против всех «нападателей, и, следовательно, такожде против турок»;
- император должен оказать помощь герцогу Голштинскому в возвращении Шлезвига;
- Россия дает помощь против Франции и готова гарантировать целостность всех имперских земель в обмен на такую же гарантию для своих владений[15].

5 (16) марта 1726 года Ланчинский встретился с вице-канцлером графом Шёнборном, который сообщил, что император готов сначала вступить в Стокгольмский союз, а потом обсуждать присоединение России и Швеции к Венскому союзу и готов поддержать секретные пункты касательно Шлезвига. 19 марта Ланчинский получил полномочные грамоты и встретился с принцем Евгением.
После этого начались переговоры и консультации австрийских министров по вопросу недостатка полномочий шведского посланника. Ланчинский сообщал императрице Екатерине: «Здешние министры беспрестанно находятся в совете естли не в замке в присутствии самого Его Цесарского Величества, то в доме принца Евгения; а сколько усмотреть мочно, то здешнего двора есть намерение с Вашим Императорским Величеством оной трактат алианции заключить…», принц Евгений интересовался «много ли Вашего Императорского Величества войск имеется в близости к немецким границам, и есть ли довольная при том кавалерия, для того-де, что датчане оною сильны, такожде и о числе линейных кораблей и об екипаже оных, еже значит, что о произведении реституции Слезвика немерение имеют».
22 марта (2 апреля) Ланчинский был принят графом Шёнборном. Вице-канцлер сообщил, что австрийская сторона, опасаясь происков Англии и Франции, решила обсудить проект соглашения в Вене, не отсылая его в Стокгольм. Вечером Ланчинский встретился с шведским посланником графом Тессином, а на следующий день состоялась конференция в доме принца Савойского. На конференции стороны закончили обсуждение условий договора о присоединении Австрии к Стокгольмскому союзу и размеры военной помощи. По последнему вопросу было установлено: 12 000 пехоты и 4000 драгун, 9 линейных кораблей и 3 фрегата от России; 12 000 пехоты, 4000 кавалерии и компенсация за флот от Австрии; 8 000 пехоты и 2 000 кавалерии от Швеции.

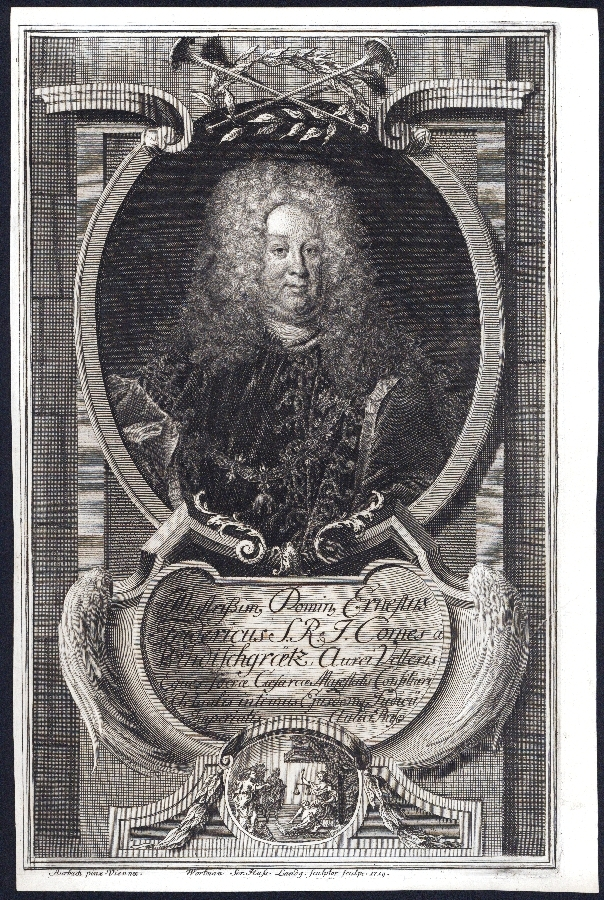
Президент Имперского Придворного совета граф Эрнст Фридрих фон Виндишгрец

На конференции Ланчинскому были переданы условия вступления России в Венский союз:
- установление дружбы и сотрудничества между государями сторон и их наследниками, ведение общих советов, «дабы мир в Европе щастливо установлен и впреди сохранен и содержан был»;
- присоединение Австрии к Стокгольмскому союзу и Ништадскому миру, России — к Венскому союзу; поддержка Россией императора в коммерческих спорах, объявление войны агрессору, гарантия имперских владений и обязательство не заключать с противником сепаратного мира;
- гарантия австрийским императором всех российских владений, помощь против агрессора вплоть до объявления войны, обязательство не заключать сепаратного мира, обязательство прекращения торговли с противником какой-либо из союзных держав;
- сотрудничество послов союзников при иностранных дворах;
- отказ от укрывательства и помощи мятежникам;
- формирование вспомогательных корпусов союзников по 30 000 человек, включая 10 000 кавалерии (для России возможность заменить кавалерию на 15 военных кораблей);
- создание в случае войны общего военного совета;
- размещение российского флота во всех портах и гаванях Австрии и Испании;
- приглашение к союзу польского короля;
- в случае сопротивления со стороны Речи Посполитой, приглашение польского короля как курфюрста саксонского;
- посредничество союзников по примирению Речи Посполитой и Швеции;
- помощь со стороны Австрии герцогу Голштинскому в случае его обращений по шлезвигскому делу;
- открытие договора о присоединении всех желающих в течение года[17];

Договор о присоединении Австрии к Стокгольмскому союзу был подписан 17 (28) апреля 1726 года Людвигом Ланчинским, с одной стороны, принцем Евгением Савойским, графом Зинцендорфом, графом Шёнборном и графом Штаренбергом, с другой стороны.

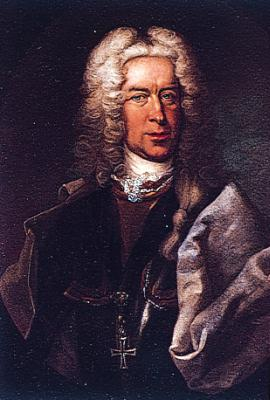
Президент Придворной палаты граф Гвидо фон Штаренберг

Проект русско-австрийского договора, переданный Ланчинскому, 5 мая обсуждался в Петергофе на заседании Верховного тайного совета в присутствии императрицы Екатерины. 16 (27) мая императрица ратифицировали договор от 17 (28) апреля о присоединении Австрии к Стокгольмскому союзу. В тот же день она рассмотрела проект договора о присоединении к Венскому союзу и «все то опробовать соизволила и повелела по тому с цесарским посланником, з графом Рабутиным, в конференции немедленно вступить».
25 мая граф Рабутин обсуждал условия присоединения России к Венскому союзу с вице-канцлером Остерманом. Основная часть пунктов была согласована, но российская сторона отказалась от статей по коммерции и вынесла вопрос по Шлезвигу в отдельную статью. Наибольшие споры вызвали артикулы о действиях против Турции, которые обсуждались на заседании Верховного тайного совета 10 (21) июня. 17 (28) июня Ланчинскому были отправлены рескрипт и инструкция с разъяснением российской позиции: Россия отклоняла артикул о торговле, настаивала на провозглашении гарантий азиатских владений или внесения артикула по Турции.
17 (28) июля Ланчинский встретился с принцем Евгением и обменялся ратификационными грамотами о присоединении Австрии к Стокгольмскому союзу. В этот же день начались переговоры по вопросу русского ответа на австрийские предложения по присоединению к Венскому союзу. Ланчинский смог убедить партнеров по переговорам, что Россия не может принять пункт о коммерции, ибо под этот пункт попадает её торговля с Голландией. 25 июля (5 августа) консультации продолжились. Принц Евгений убедил Ланчинского ограничить Casus foederis Европой, Казанью и Астраханью. В секретный пункт по настоянию принца Евгения было включено обязательство Австрии о вступлении в войну в случае нападения Турции на Россию. По словам Ланчинского, принц Евгений сообщил: «Надобно-де российскому двору засвидетельствовать, что цесарь прямо в интересе его приемлет участие». 26 июля (6 августа) договор был подписан Людовиком Ланчинским, принцем Евгением, графом Филиппом Людвигом фон Зинцендорфом, графом Гвидо фон Штаренбергом и графом Фридрихом Карлом фон Шёнборном:
- 1-й артикул договора провозглашал вечную дружбу двух стран и совместные усилия по поддержанию мира в Европе;
- 2-й артикул говорил о присоединении России к испано-австрийскому союзу и обязательстве оказывать помощь Австрии против агрессоров: «наступательную войну объявить и против оного с общего согласия оружием выступить, и с ним мира не учинить и не заключить, разве по поправлению обид и вреда и с совершенного соизволения Его Цесарского Котолического Величества»;
- 3-й артикул возлагал те же обязательства на Австрию. Кроме этого, император брал на себя «гарантию всех государств, провинций и областей, от Ея Величества Всероссийской в Европе владеемых»;
- 4-й артикул устанавливал правило взаимных консультаций послов союзников при иностранных дворах, что было новым в дипломатической практике;
- 5-й артикул обязывал стороны не укрывать мятежников;
- 6-й артикул определял размер вспомогательных корпусов — по 20 000 пехоты и 10 000 кавалерии с обеих сторон;
- 7-й артикул говорил о создании общего военного совета в случае войны;
- 8-й артикул оговаривал размещение российского флота во всех портах и гаванях Австрии и Испании;
- 9-й — 12-й артикулы касались приглашения Речи Посполитой или Саксонии присоединиться к договору, мира между Швецией и Речью Посполитой, поддержки прав герцога Голштинского.

Секретный пункт предусматривал совместные военные действия против Турции в случае её нападения на Россию.
Императрица Екатерина ратифицировала договор 3 сентября. 29 октября в Вене стороны обменялись ратификациями.
Камнем преткновения для заключения договора был вопрос об императорском титуле, принятом в 1721 году Петром I: император Священной Римской империи наотрез отказывался признавать за российскими владетелями право именоваться императорами. В итоге было принято компромиссное решение: в переписке с Карлом VI Екатерина I обязывалась не употреблять императорский титул, а Карл, в свою очередь, обещал в знак уважения писать послания российской правительнице собственноручно. Официально признала право российских монархов на императорский титул лишь Мария Терезия в 1742 году.

## Значение договора
Венский договор 1726 года должен был стать политической программой Австрии и России в сфере внешней политики, поддержания мира в Европе и защиты внешнеполитических интересов союзников. Сторонам пришлось взять на себя обязательства, ограничивающие свободу в международных отношениях. В первую очередь это касалось Австрии, которая косвенно ввязывалась в обеспечение голштинских и персидских интересов русского двора. В ответ Россия привлекалась к обеспечению гарантий Прагматической санкции.
Для России значение договора не ограничивалось гарантией Ништадтского мира со стороны одной из сильнейших держав Европы и созданием антитурецкого блока. Политический курс вице-канцлера Остермана, основным звеном которого был русско-австрийский союз, вводил Россию в число ведущих стран Европы. Россия заняла прочное и самостоятельное место в европейской политике.
Русско-австрийский альянс дал первые плоды ещё до того, как были подписаны договоры. 11 (22) мая граф Зинцендорф объявил, что архиепископы Майнца, Кёльна и Трира, курфюрсты Пфальца и Баварии изъявили желание присоединиться к Венскому союзу. 11 (22) июня стало известно об отставке первого министра Франции регента герцога Луи де Бурбона. Французский посланник в Вене герцог Ришельё уверял императора, что все неприятности для Австрии исходили исключительно от герцога де Бурбона. Английская эскадра, имевшая приказ топить корабли Остендской компании, беспрепятственно позволила им вернуться из Китая и Америки в австрийские Нидерланды.
Союзные отношения России и Австрии поставили в сложное положение Пруссию. По мнению прусского военного министра Фридриха фон Грумбкова, в случае нападения русских войск, поддержанных Саксонией и Австрией из Силезии, Пруссия была бы разгромлена раньше, чем французская армия успела бы пересечь Рейн и вторгнуться в австрийские Нидерланды. В таких условиях, Пруссия вышла из Ганноверского союза и 10 (21) августа заключила союзный договор с Россией, а 1 (12) октября — союзный договор с Австрией, правда, если русско-прусский договор был ратифицирован 3 октября 1726 года, то прусско-австрийский ратифицировали только в 1728 году.